# Кавати, Ёити
Ёити Кавати (яп. 川内 陽一; род. 2 августа 1998, Уресино, Сага) — японский футболист, нападающий клуба «Трансинвест».

## Карьера

### Начало карьеры
Начинал заниматься футболом в Старшей школе Сага Хигаси. В апреле 2017 года футболист стал игроком команды Токийского Международного Университета. В феврале 2020 года футболист стал игроком японского клуба «Вонд Итихара Верт», вместе с которым стал выступать во втором дивизионе Футбольной лиги Канто, которая является шестым дивизионом в японской футбольной системе. За сезон в составе клуба футболист смог отличиться единственным забитым голом.

### «Ионава»
В марте 2022 года футболист перешёл в литовский клуб «Ионава». Дебютировал за клуб 4 марта 2022 года в матче против «Жальгириса», выйдя на после в стартовом составе. Футболист быстро закрепился в основной команде клуба, став одним из ключевых игроков клуба, однако ближе к середине чемпионата стал чаще оставаться на скамейке запасных и выходить на замену, результативными действиями так и не отличившись. В середине июля 2022 года футболист покинул литовский клуб, расторгнув контракт по соглашению сторон.

### «Трансинвест»
В июле 2022 года футболист перешёл в литовский клуб «Трансинвест». Вместе с клубом по итогу сезона футболист стал победителем Второй лиги, отличившись 6 забитыми голами. В новом сезоне футболист продолжил тренироваться с основной командой клуба, вместе с которыми уже стал выступать в  Первой лиге. На протяжении сезона футболист оставался основным игроком клуба. Вместе с клубом стал обладателем Кубка Литвы, где в финале 1 октября 2023 года победили клуб «Шяуляй», а сам футболист также отличился забитым голом. По итогу сезона футболист вместе с клубом также стал победителем Первой лиги. Всего за сезон футболист отличился 9 забитыми голами во всех турнирах.
Новый сезон футболист начал 25 февраля 2024 года с поражения за Суперкубок Литвы против клуба «Паневежис», которому уступили в серии пенальти. Первый матч в чемпионате футболист сыграл 3 марта 2024 года против клуба «Хегельманн», выйдя на поле в стартовом составе.

## Достижения
«Трансинвест»
- Победитель Второй лиги: 2022
- Обладатель Кубка Литвы: 2023
- Победитель Первой лиги: 2023

## Статистика
| Сезон    | Дивизион | Клуб              | Страна      | Матчи | Голы |
| -------- | -------- | ----------------- | ----------- | ----- | ---- |
| 2021     | Д6       | Вонд Итихара Верт | Флаг Японии | 18    | 1    |
| 2022 (1) | Д1       | Ионава            | Флаг Литвы  | 15    | 0    |
| 2022 (2) | Д3       | Трансинвест       | Флаг Литвы  | 13    | 6    |
| 2023     | Д2       | Трансинвест       | Флаг Литвы  | 25    | 7    |